# اوچ‌دیرمان
اوچ‌دیرمان نام منطقه ای در اطراف شهر سنقر که به واسطه وجود باغ‌ها و کوچه باغ‌های زیبا معروف می‌باشد.

## وجه تسمیه
اوچ‌دیرمان واژه‌ای ترکی به معنی سه آسیاب می‌باشد (اوش‌‌ به معنی سه و دیرمان به معنی آسیاب است). در کنار اوچ‌دیرمان رودی عبور می‌کند که در گذشته بر روی این رود آسیاب آبی بوده‌است.